# Glamsbjerg Pastorat
Glamsbjerg Pastorat er et pastorat i Assens Provsti, Fyens Stift med et sogn:
- Køng Sogn

I pastoratet er der to kirker
- Køng Kirke
- Glamsbjerg Kirke